# Sycophila scorzonerae
Sycophila scorzonerae är en stekelart som först beskrevs av Mayr 1905.  Sycophila scorzonerae ingår i släktet Sycophila och familjen kragglanssteklar. Inga underarter finns listade i Catalogue of Life.